# Sometimes in April
Sometimes in April är en TV-dramatisering från 2005 om folkmordet i Rwanda 1994. Den är skriven och regisserad av Raoul Peck. I filmen medverkar bland andra Idris Elba, Oris Erhuero, Carole Karemera och Debra Winger.
Filmen spelades in i Rwanda och vann pris som bästa film på internationella filmfestivalen i Durban. Den var också nominerad till Guldbjörnen vid Berlins filmfestival och i en rad kategorier vid Black Reel Awards.

## Rollista
| Idris Elba          | – Augustin          |
| Carole Karemera     | – Jeanne            |
| Pamela Nomvete      | – Martine           |
| Oris Erhuero        | – Honoré            |
| Fraser James        | – Xavier            |
| Abby Mukiibi Nkaaga | – Colonel Bagosora  |
| Cleophas Kabasita   | – Valentine         |
| Noah Emmerich       | – Lionel Quaid      |
| Debra Winger        | – Prudence Bushnell |